# Dicliptera magnibracteata
Dicliptera magnibracteata är en akantusväxtart som beskrevs av Collett et Hemsl.. Dicliptera magnibracteata ingår i släktet Dicliptera och familjen akantusväxter. Inga underarter finns listade i Catalogue of Life.